# تيم سمولديرز
تيم سمولديرز (26 أغسطس 1980 في بلجيكا - ) هو لاعب كرة قدم بلجيكي في مركز الوسط. لعب مع سيركل بروج ونادي رويال شارلروا ونادي غينت ونادي كلوب بروج ونادي روسيندال ‏.

## روابط خارجية
- تيم سمولديرز على موقع قاعدة بيانات كرة القدم.إي يو (الإنجليزية)
- تيم سمولديرز على موقع عالم كرة القدم.نت (الإنجليزية)